# 통영 도솔암 고봉화상선요
통영 도솔암 고봉화상선요(統營 兜率庵 高峯和尙禪要)는 대한민국 경상남도 통영시, 도솔암에서 소장하고 있는 조선시대의 불교 책이다. 2014년 1월 23일 경상남도 문화재자료 제573호 창원 길상사 고봉화상선요로 지정되었다가, 소유자 및 보관장소 변경으로 2016년 9월 29일 문화재 명칭이 통영 도솔암 고봉화상선요로 변경되었다.

## 개요
《고봉화상선요》(高峯和尙禪要)는 1399년 지리산 德奇寺 개판본과 1501년 가야산 鳳棲寺 개판본 등 30여종이 알려져 있다. 각 판본은 조금씩 다른 배자로 되어 있는데 10행18자, 8행18자, 10행20자 등이 있으며, 길상사 소장본의 경우는 천관사본으로 8행18자에 해당하는 것이다. 1634년에 간행되었으며, 임란이전의 판본은 아니지만 간행연도, 간행처가 분명하여 지역판본을 연구하는데 좋은 자료이다.

## 참고 자료
- 통영 도솔암 고봉화상선요 - 국가유산청 국가유산포털